# Uniunea Internațională de Fizică Pură și Aplicată
Uniunea Internațională de Fizică Pură și Aplicată (engleză International Union of Pure and Applied Physics - IUPAP) este o organizație non-guvernamentală dedicată progresului în fizică. A fost fondată în anul 1922, iar prima Adunare Generală s-a ținut în anul 1923 la Paris.

## Scop
Scopul uniunii este:
- de a promova colaborarea internațională în fizică;
- de a sponsoriza simpozioane internaționale din domeniu și de a asista comitetele de organizare;
- de a favoriza elaborarea și publicarea tabelelor de constante fizice și a rezumatelor comunicărilor științifice;
- de a promova acorduri internaționale asupra utilizării simbolurilor, unităților, denumirilor și normelor;
- de a favoriza libera circulație a oamenilor de știință și de a încuraja cercetarea și educația.

Uniunea este condusă de adunarea generală, care are loc o dată la trei ani. Organul executiv este Consiliul, care supraveghează a 19 Comisii internaționale specializate, și trei comisii afiliate. Uniunea este compusă din membri care reprezintă comunitățile din fizică. Actual la IUPAP au aderat 49 de membri.
IUPAP este membru al International Council for Science (ICSU) - Consiliul Mondial al Științei.